# Scandinavian Cup (American Football)
Der Scandinavian Cup ist ein American-Football-Wettbewerb für skandinavische Vereinsmannschaften, der 2022 und 2023 ausgetragen wurde.
Die erste Austragung mit Teilnehmern aus Schweden, Dänemark und Norwegen gewann die Stockholm Mean Machines. Ab 2023 sollte der Wettbewerb ursprünglich unter Beteiligung von finnischen Mannschaften als Nordic Cup ausgetragen werden, dies kann aber nicht zustande. Stattdessen bestritten 2023 je zwei Mannschaften aus Schweden und Norwegen den Wettbewerb.
Ab 2024 nahmen die Oslo Vikings an der schwedischen Superserien teil.

## Übersicht
| Saison | Teilnehmer | Teilnehmer | Teilnehmer | Teilnehmer | Finale                  | Finale | Finale               |
| Saison | Gesamt     | Schweden   | Norwegen   | Danemark   | Sieger                  | Erg.   | Verlierer            |
| ------ | ---------- | ---------- | ---------- | ---------- | ----------------------- | ------ | -------------------- |
| 2022   | 7          | 3          | 3          | 1          | Stockholm Mean Machines | 44:21  | Tyresö Royal Crowns  |
| 2023   | 4          | 2          | 2          | –          | Carlstad Crusaders      | 24:17  | Örebro Black Knights |

## Saison 2022
Dee Wettbewerb startete am 30. April 2022, die Gruppenphase endete am 28. Mai 2022. Das Finale am 18. Juni 2022 gewannen die Stockholm Mean Machines im schwedischen Duell gegen die Tyresö Royal Crowns.

### Teilnehmer und Modus
Am Wettbewerb sollten acht Mannschaften teilnehmen, je drei aus Norwegen und Schweden und zwei aus Dänemark. Die Örebro Black Knights zogen im Januar 2022 ihre Meldung zurück und wurden durch Tyresö Royal Crowns ersetzt, den Aufsteiger in die Superserien. Im April 2022 zog sich mit den Søllerød Gold Diggers einer der beiden dänischen Vertreter aus dem Wettbewerb zurück.
| Gruppe A                                              | Gruppe B                                                               |
| ----------------------------------------------------- | ---------------------------------------------------------------------- |
| AaB 89ers Kristiansand Gladiators Tyresö Royal Crowns | Oslo Vikings Eidsvoll 1814s Stockholm Mean Machines Carlstad Crusaders |

Die Mannschaften spielten in zwei Gruppen jeweils Jeder-gegen-jeden. Die Sieger der beiden Gruppen trafen im Finale aufeinander.

### Gruppenphase

#### Gruppe A
|                         | W | L | P+ | P− | PD  | Pt. |
| ----------------------- | - | - | -- | -- | --- | --- |
| Tyresö Royal Crowns     | 2 | 0 | 76 | 51 | +25 | 4   |
| Aalborg 89ers           | 1 | 1 | 39 | 56 | −17 | 2   |
| Kristiansand Gladiators | 0 | 2 | 60 | 68 | −08 | 0   |

#### Gruppe B
|                         | W | L | P+  | P−  | PD   | Pt. |
| ----------------------- | - | - | --- | --- | ---- | --- |
| Stockholm Mean Machines | 3 | 0 | 129 | 046 | +083 | 6   |
| Carlstad Crusaders      | 2 | 1 | 081 | 061 | +020 | 4   |
| Oslo Vikings            | 1 | 2 | 065 | 058 | +007 | 2   |
| Eidsvoll 1814′s         | 0 | 3 | 025 | 135 | −110 | 0   |

### Finale
|                                     |                         |  | Final Scandinavian Cup 2022 |                           |                         |  |                 |
|                                     | Stockholm 18. Juni 2022 |  | Tyresö Royal Crowns         | \| \| 21 : 44 \| \| \| \| | Stockholm Mean Machines |  | Zinkensdamms IP |
| (7:7, 0:23, 0:7, 14:7) Spielbericht | Stockholm 18. Juni 2022 |  | Tyresö Royal Crowns         |                           | Stockholm Mean Machines |  | Zinkensdamms IP |
|                                     | 21 : 44                 |  |                             |                           |                         |  |                 |
|                                     |                         |  |                             |                           |                         |  |                 |

## Saison 2023

### Teilnehmer
In der zweiten Austragung nehmen je zwei Mannschaften aus Schweden und Norwegen teil. 
 Örebro Black Knights
 Oslo Vikings
 Eidsvoll 1814s
 Carlstad Crusaders

### Modus
Die vier Teilnehmer spielen Halbfinale in Hin- und Rückspiel aus. Die Sieger treffen im Finale aufeinander, dass in einem Spiel ausgetragen wird.

### Spiele
|  | Halbfinale | Halbfinale           | Halbfinale           | Halbfinale | Halbfinale   |                    |    | Finale | Finale | Finale |
|  |            |                      |                      |            |              |                    |    |        |        |        |
|  | Schweden   | Carlstad Crusaders   | 26                   | 13         |              |                    |    |        |        |        |
|  | Norwegen   | Eidsvoll 1814s       | 0                    | 0          |              |                    |    |        |        |        |
|  | Norwegen   | Eidsvoll 1814s       | 0                    | 0          | Schweden     | Carlstad Crusaders | 24 |        |        |        |
|  |            |                      |                      |            |              | Carlstad Crusaders | 24 |        |        |        |
|  |            | Schweden             | Örebro Black Knights | 17         |              |                    |    |        |        |        |
|  | Norwegen   | Schweden             | Örebro Black Knights | 17         | Oslo Vikings | 13                 | 7  |        |        |        |
|  | Norwegen   |                      |                      |            | Oslo Vikings | 13                 | 7  |        |        |        |
|  | Schweden   | Örebro Black Knights | 21                   | 37         |              |                    |    |        |        |        |

### Finale
Auch bei der zweiten Auflage standen sich im Finale zwei schwedische Teams gegenüber. Die Carlstad Crusaders konnten sich dabei gegen die Örebro Black Knights durchsetzen. Die Carlstad Crusaders waren im Vorjahr noch knapp gescheitert, während die Örebro Black Knights zum ersten Mal an dem Wettbewerb teilnahmen.
|                        |                             |  | Final Scandinavian Cup 2023 |                           |                      |  |                             |
|                        | Karlstad 3. Juni 2023 15:00 |  | Carlstad Crusaders          | \| \| 24 : 17 \| \| \| \| | Örebro Black Knights |  | Tingvalla IP Zuschauer: 412 |
| (0:10, 17:0, 0:7, 7:0) | Karlstad 3. Juni 2023 15:00 |  | Carlstad Crusaders          |                           | Örebro Black Knights |  | Tingvalla IP Zuschauer: 412 |
|                        | 24 : 17                     |  |                             |                           |                      |  |                             |
|                        |                             |  |                             |                           |                      |  |                             |